# Маалот-Таршиха

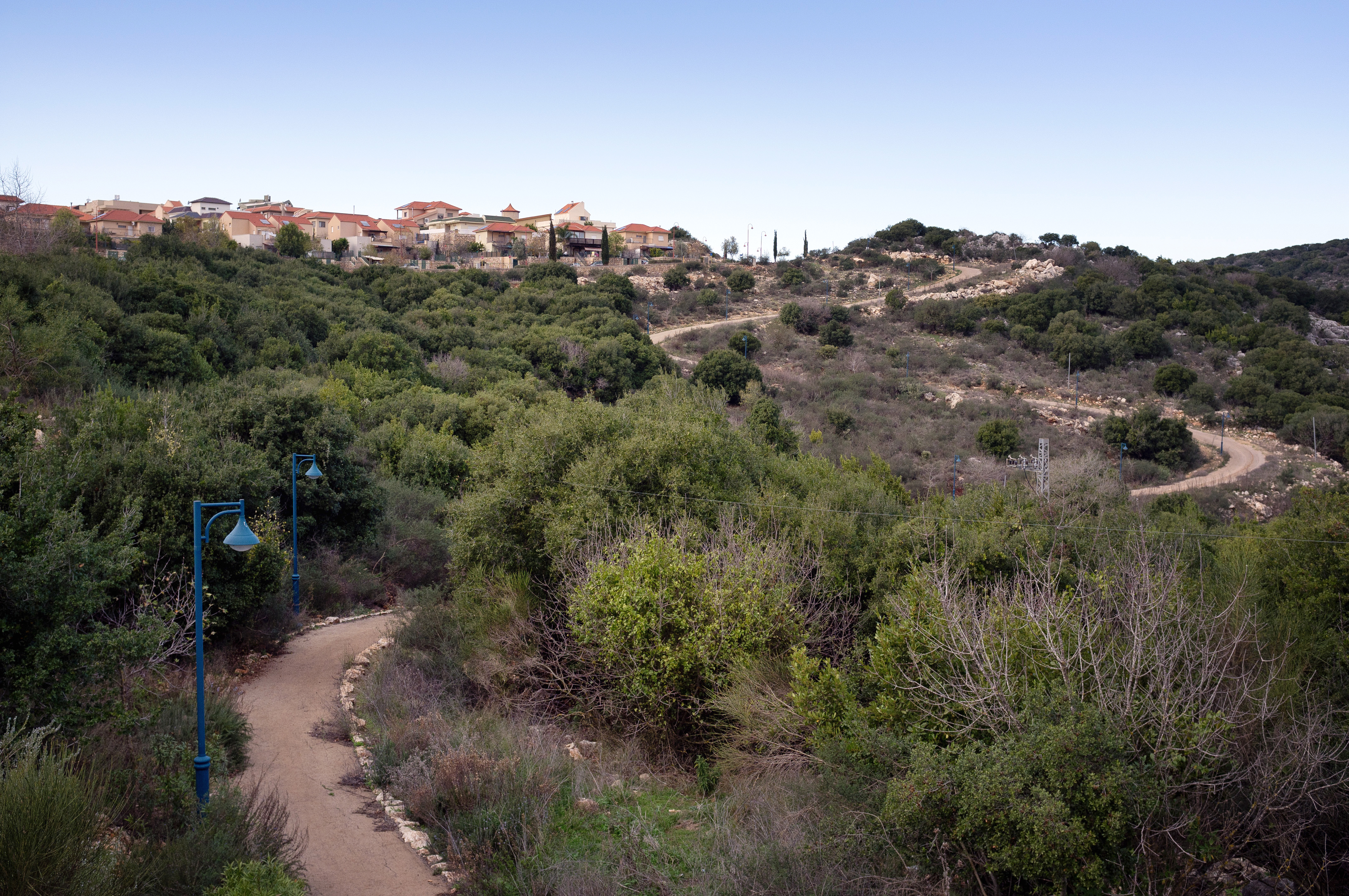

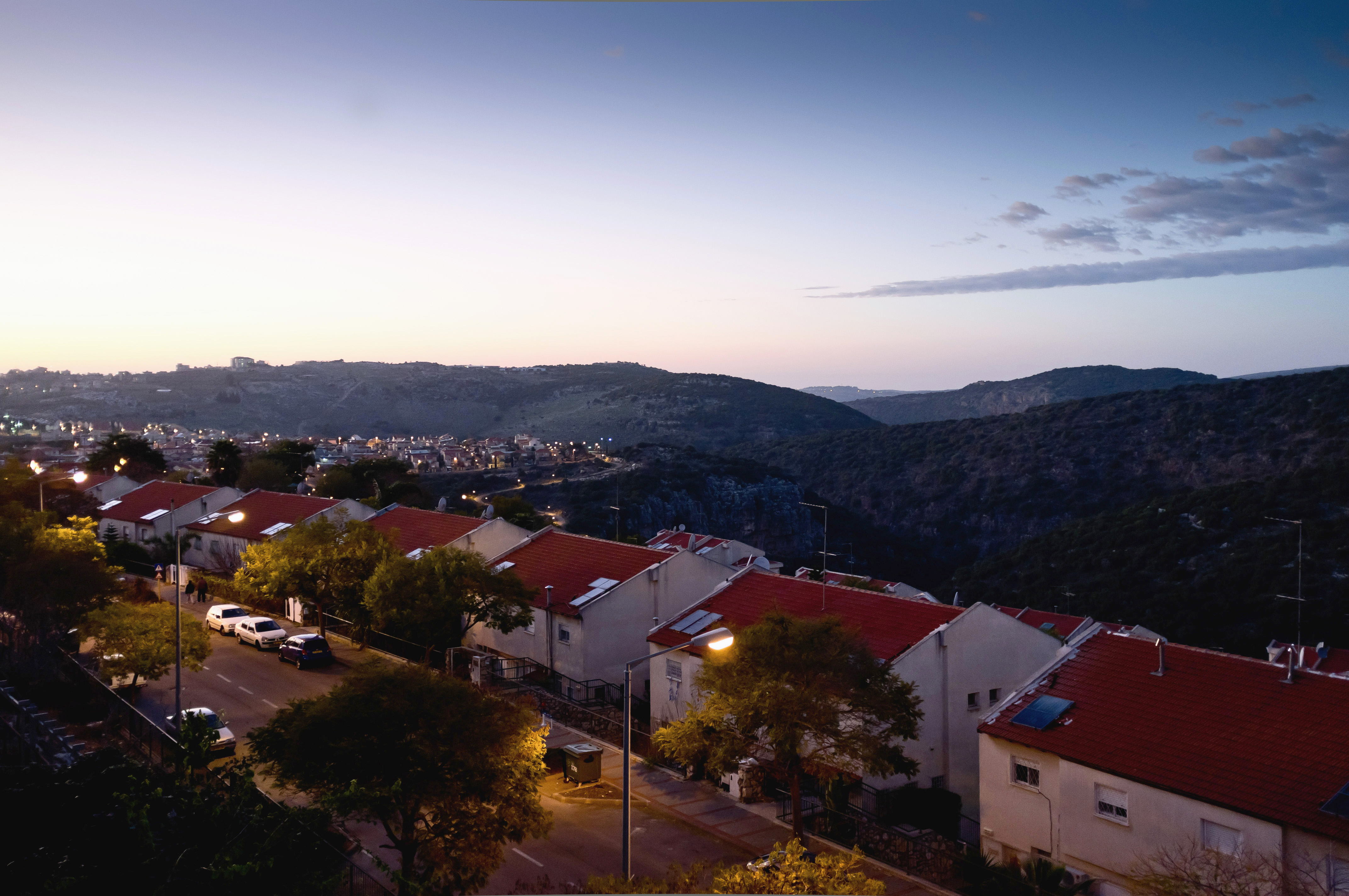

Маалот-Таршиха (ивр. מַעֲלוֹת-תַּרְשִׁיחָא‎ — Maʻalot-Taršiḥa, араб. معالوت ترشيحا‎ — Maʻālūt Taršīḥā) — город в Израиле. Основан в 1963 году путём слияния арабской деревни Таршиха и еврейского поселения Маалот.

## География
Расположен в Западной Галилее, в 20 км к северу от Кармиэля, 20 км к востоку от Нагарии, 70 км от Хайфы.
Город расположен в двадцати километрах от побережья Средиземного моря, в холмистой местности, на высоте 600 метров над уровнем моря. Климат сухой и прохладный. Возле города расположена древняя крепость крестоносцев Монфор.

## История
Смешанная мусульманско-христианская арабская деревня Таршиха имеет многовековую историю, на территории деревни найдены христианские захоронения, датируемые IV веком. Таршиха упоминается также крестоносцами в XII-XIII веках. Торсия или Терсиха была имением в юрисдикции Шато де Руа, также называвшегося Кастеллум Регис, и была приобретена в 1220 году у Отто фон Ботенлаубена, графа Хеннеберга, Тевтонским орденом. Таршиха упоминается под именем «Tîn Cheîha» («Тин Шейха») Этьеном-Марком Катрмером в его переводе «Истории султанов и мамлюков Египта» (I, B, 32) Аль-Макризи среди феодов, подаренных Бейбарсом I своим эмирам на территории Кесарии. Таршиха также фигурирует в Сирийско-Ливанской операции (кодовое название — «Экспортёр»), то есть в операции по вторжению Союзников в июне-июле 1941 года в Великую Сирию, которая в то время контролировалась режимом Виши и служила оплотом нацистов в англо-иракской войне. В день освобождения Тира, 8 июня 1941 года, наступление австралийских войск «началось с земли ранним утром в воскресенье. Основной натиск был в сторону Таршихи на севере[уточнить]. Наступление началось в 6 утра, а Тир был занят в 16.30.» В 1948 году Таршиха была оккупирована бандой Фавзи аль-Кавукджи. Из Таршихи его банда подвергала бомбардировкам еврейское поселение рядом с крепостью Йехиам.
Маалот являлся еврейским городом, основанным в 1957 году, первыми поселенцами которого были выходцы из Марокко и Румынии. С 1970—1980 годов активно заселялся репатриантами из Еврейской автономной области СССР.

## Население
По данным Центрального статистического бюро Израиля, население на начало 2020 года составляло 21 836 человек.

## Хозяйство
Маалот-Таршиха обладает статусом города развития и имеет свою небольшую промышленную зону. Население города работает в основном в промышленных зонах Нагарии, Кармиэля, Акко и пригородов Хайфы. В 4 километрах от Маалота в 1980 году построена промышленная зона Мигдаль Тефен, бо́льшую часть которой составляет наукоёмкая промышленность. Среднемесячная заработная плата работника в 2019 году составила 7751 шекелей (средний показатель по стране: 9 745 шекелей)

## Управление
Общий муниципалитет, действующий с 1963 года, делает Маалот и Таршиху единым административным образованием (мирные отношения арабского и еврейского населения характерны для многих поселений Западной Галилеи). Смешанного проживания арабов и евреев в городе почти нет, Маалот и Таршиху разделяет междугородное шоссе.

## Культура
Город знаменит ежегодным фестивалем скульпторов, проводимым возле искусственного озера на окраине города. Эти скульптуры украшают благоустроенные улицы города. Маалот называют Галилейской Швейцарией ещё и из-за холмистого ландшафта и чистого, горного воздуха.
Близкими соседями города являются: еврейский посёлок Меона, христианская деревня Меилья, еврейский посёлок престижных вилл Кфар-Врадим.

## Города-побратимы
- Биробиджан, Россия
- Гаррисберг, США
- Губа, Азербайджан[7]